# Matej Ižvolt
Matej Ižvolt (* 5. června 1986, Ilava, Československo) je slovenský fotbalový obránce nebo záložník a bývalý mládežnický reprezentant, od roku 2018 hráč klubu SV Gaflenz.
Mimo Slovensko působil na klubové úrovni v Polsku a ČR.

## Klubová kariéra
Svoji profesionální fotbalovou kariéru začal v ZTS Dubnica. V červnu 2007 podepsal tříletou smlouvu s klubem Slovan Bratislava, se kterým v sezoně 2008/09 získal mistrovský titul. V roce 2012 odešel do Polska.
V červenci 2012 byl na testech v polském klubu Piast Gliwice a poté podepsal roční smlouvu. V klubu se střetl s krajany Pavlem Cicmanem a Rudolfem Urbanem.
V září 2015 přestoupil do českého druholigového klubu MFK Frýdek-Místek. V červenci 2016 se stal hráčem klubu FK Fotbal Třinec. Na začiatku roka 2018 podpísal zmluvu so štvrtoligovým rakúskym SV Gaflenz

## Reprezentační kariéra
Ižvolt hrál v letech 2007–2008 ve slovenském reprezentačním výběru U21, jeho posledním zápasem v této kategorii bylo utkání 26. března 2008 proti Rakousku U21.